# Gulshan-Society-Moschee

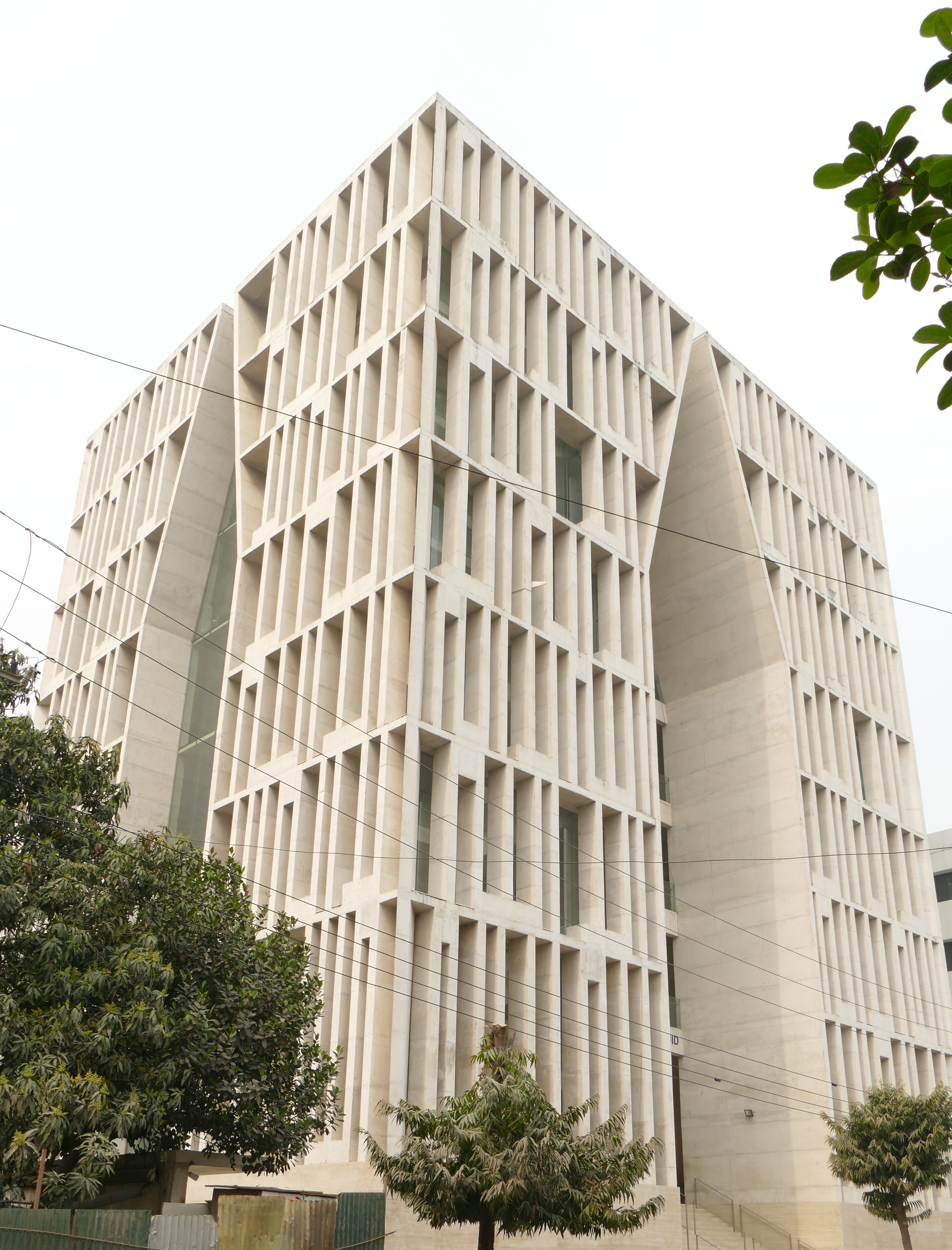
Gulshan-Society-Moschee

Die Gulshan-Society-Moschee, auch als Gulshan Society Jame Masjid (bengalisch: গুলশান সোসাইটি জামে মসজিদ) bekannt, ist eine Moschee in Banani, einem Stadtteil von Dhaka, Bangladesch. Sie wurde von Kashef Chowdhury geplant und 2017 fertiggestellt.

## Architektur
Das siebenstöckige moderne Gebäude wurde so konstruiert, dass es wie ein Monolith erscheint. Es ist aus weißem Beton gegossen. Rund um das Gebäude läuft eine Struktur, die eine Abstraktion des Ausrufs „La-ilaha-illallah“ (auf dt. in etwa „Es gibt keinen Gott außer Allah“, Beginn des islamischen Glaubensbekenntnisses) in der Kufischrift darstellt und die Lichtzufuhr und Ventilation innerhalb des Gebäudes sicherstellt. Das Gebäude wurde ursprünglich für eine Gemeinde von 2500 Gläubigen geplant. Da der zur Verfügung stehende Grund nicht für die Anlage einer Moschee im klassischen Stil mit der traditionellen Abfolge von Höfen und Gebetsräumen für diese Anzahl von Menschen ausreichte, wählte der Architekt einen pragmatischen Ansatz. So führen etwa die Treppen vom Eingang direkt in die Vorhalle des Hauptgebetsraumes. Die oberen Etagen sind sowohl über Treppen als auch über Aufzüge zu erreichen.

## Geschichte
Die Gulshan Society Moschee empfing eine Reihe wichtiger Gäste. So führte im Februar 2018 der oberste Imam der Al-Aqsa-Moschee, Jerusalem, Gebete an und predigte während seines einwöchigen Besuches in Bangladesch in der Gulshan Society Moschee. Die australische Hochkommissarin in Bangladesch Julia Niblett und die neuseeländische Hochkommissarin Joanna Kempkers besuchten die Moschee im September 2019.
Im September 2018 wurde die Gulshan Society Moschee auf der Shortlist für den 11. Beazley Designs of the Year-Preis geführt.